# 运动协调
运动协调是为了达到某些运动的（如方位）、运动机能（如力量）的参数而产生的一致动作。运动协调一般是平稳且高效的。